# Kaatedocus
Kaatedocus é um gênero de dinossauro saurópode dos diplodocídeo que viveu a partir de meados do final do Jurássico, no Kimmeridgiano, descoberto em Wyoming, Estados Unidos. Ele é conhecido por um crânio e vértebras cervicais bem preservados. A única espécie conhecida é a Kaatedocus siberi, descrita em 2012 por Emanuel Tschopp e Octávio Mateus.

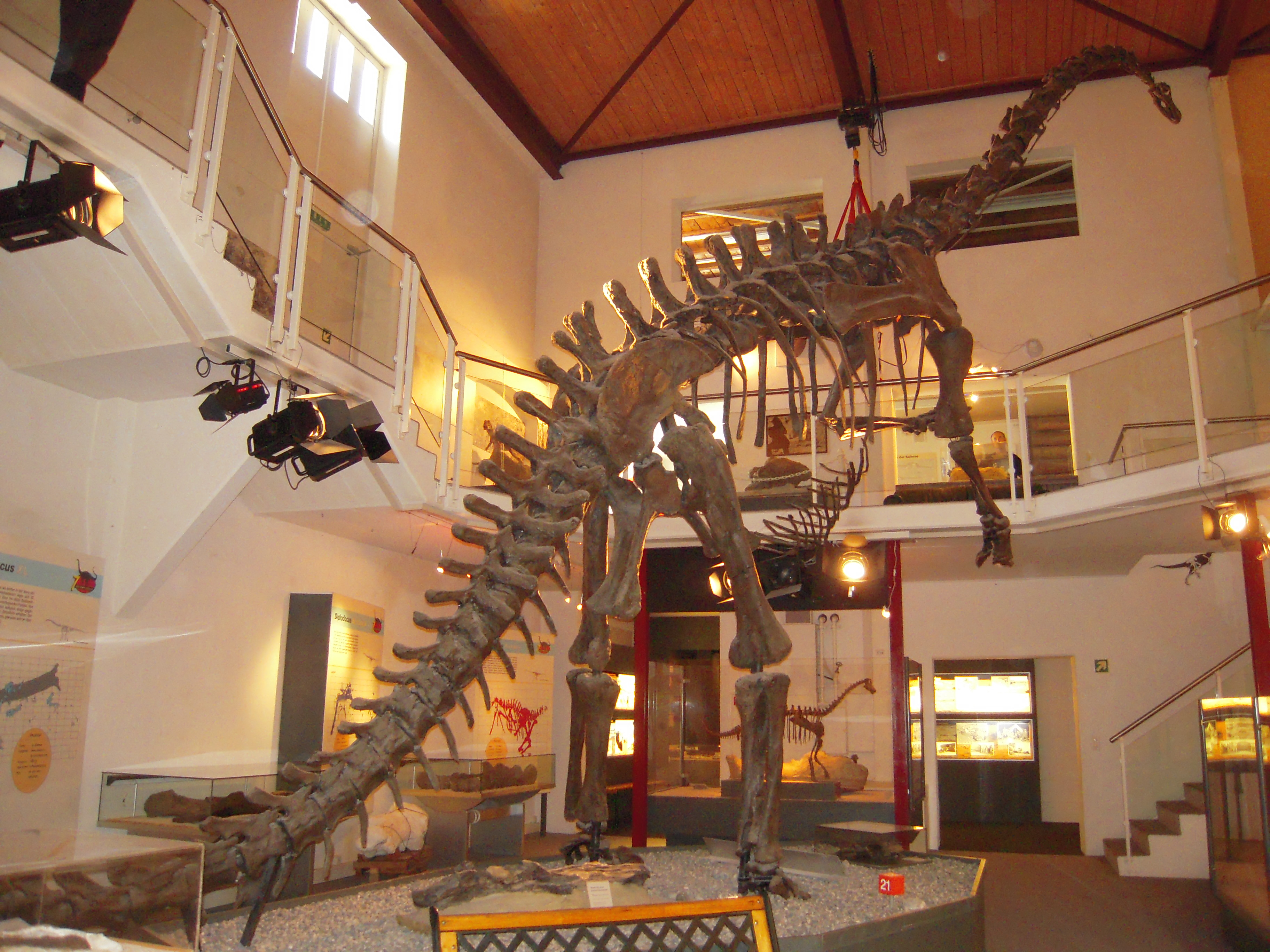
Esqueleto montado

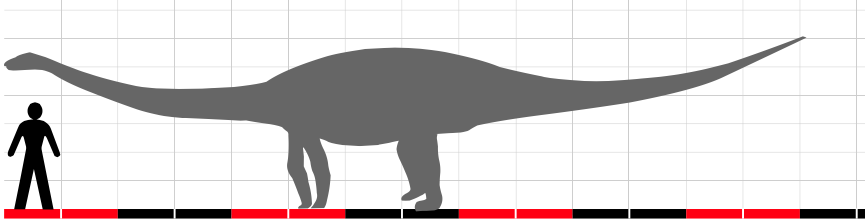
Tamanho em comparação com um ser humano

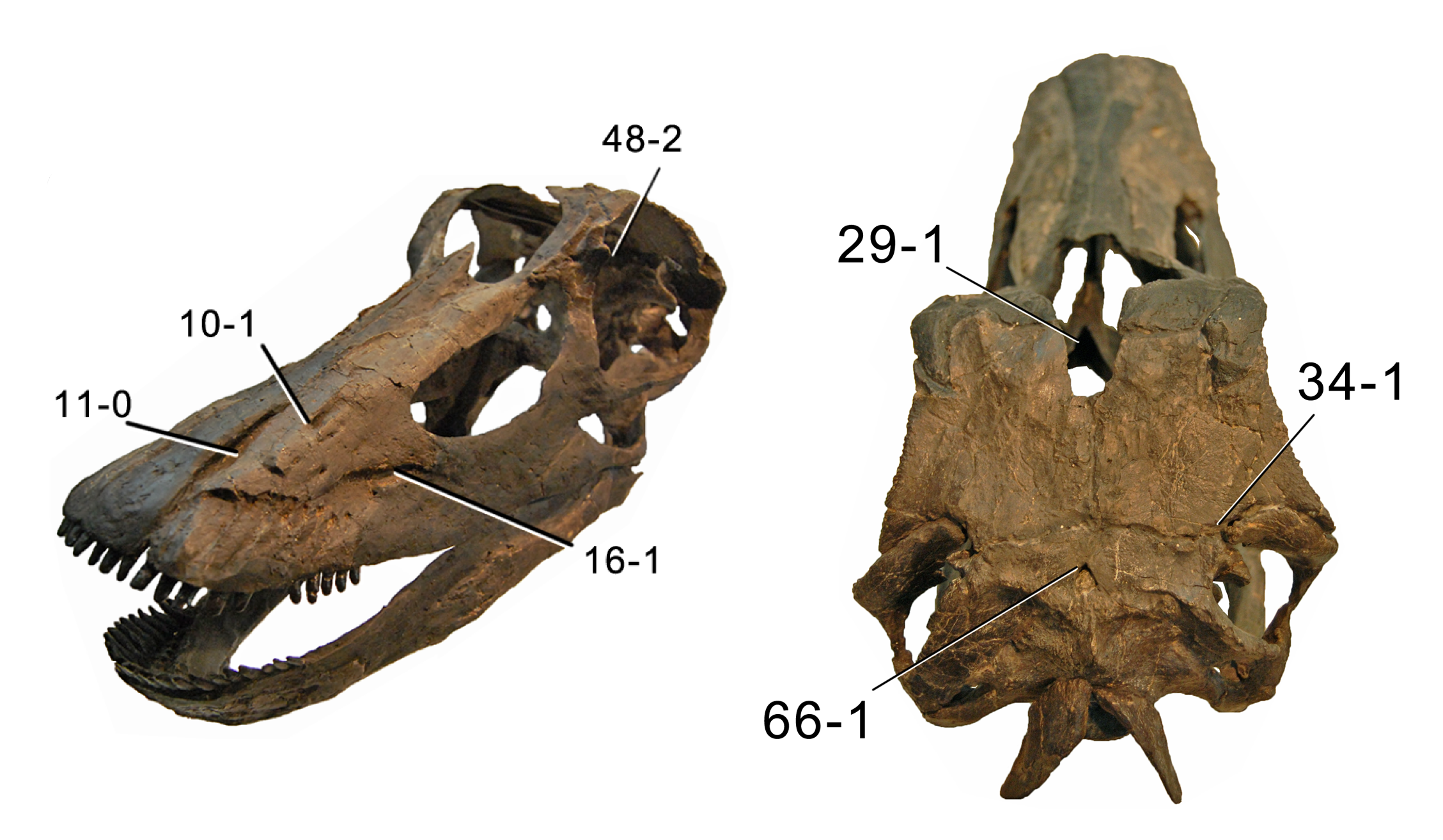
Crânio SMA 0004 a partir de dois ângulos